# Alte Maße und Gewichte (Österreich)
Dies ist eine Auflistung alter österreichischer Maße und Gewichte.

## Längenmaße
1756 wurden im Allgemeinen Maßpatent der regierenden Erzherzogin von Österreich Maria Theresia das in Wien gebräuchliche Klaftermaß und seine Vielfachen und Untervielfachen im Erzherzogtum Österreich und im Königreich Ungarn als verbindlichen Längenmaße festgelegt. Die Wiener Elle wurde außerdem beibehalten.
Das Gesetz sollte auch für das Königreich Böhmen gelten, dessen Königin Maria Theresia war. In der Praxis hielt man in Prag aber an der Verwendung des traditionellen Fußmaßes von 29,6 cm fest.
Mit Gesetz vom 23. Juli 1871 wurde das metrische System in Österreich mit Wirkung ab 1. Jänner 1876 verbindlich eingeführt und das Klafter auf genau 1,89648384 m festgesetzt.
Somit werden die alten Maße folgendermaßen umgerechnet:
| Punkt   | = |        |        |   |      |         |   |      |       | = | 182,917 037   | µm |  |                                                                                        |
| Linie   | = | 12     | Punkte |   |      |         |   |      |       | = | 2,195 004     | mm |  |                                                                                        |
| Zoll    | = | 144    | Punkte | = | 12   | Linien  |   |      |       | = | 26,340 053    | mm |  |                                                                                        |
| Faust   | = | 576    | Punkte | = | 48   | Linien  | = | 4    | Zoll  | = | 105,360 213   | mm |  | Die Spanne ist gleich zwei Faust oder zwei Drittel Fuß, also gut 210,72 mm.            |
| Fuß     | = | 1728   | Punkte | = | 144  | Linien  | = | 12   | Zoll  | = | 316,080 640   | mm |  | Wiener Fuß = Wiener Schuh                                                              |
| Klafter | = | 6      | Fuß    |   |      |         |   |      |       | = | 1,896 483 840 | m  |  | Wiener Klafter                                                                         |
| Rute    | = | 10     | Fuß    |   |      |         |   |      |       | = | 3,160 806 400 | m  |  |                                                                                        |
| Meile   | = | 24.000 | Fuß    | = | 4000 | Klafter | = | 2400 | Ruten | = | 7,585 935 360 | km |  | Österr. Postmeile, Polizeimeile, die geografische Meile, enthält etwa 3910 Wr. Klafter |
Im Österreichischen heißt es die Linie, das Zoll, der Fuß, der oder das Klafter, die Rute und die Meile.
Die Kanonenschussweite, drei Seemeilen, etwa ¾ der deutschen geografischen Meile, beträgt 5,556 km.
Die Wiener Maßelle wurde im Jahr 1871 auf 777,558 420 mm festgelegt, das heißt 0,047 % unter dem modernen sieben-glatten Wert von genau 777,924 mm. Diese Wiener Elle gelangte wohl unter Karl V. auch nach Spanien, wo sie z. B. in Barcelona als katalanische Elle (vara) bis Ende des 19. Jahrhunderts legales Längenmaß blieb.
Die im Wiener Stephansdom abgetragene Tuchelle zu 776 mm ist rund 1,6 mm – also erheblich – kürzer als die Wiener Maßelle, während die Leinenelle 896 mm misst.

## Flächenmaße
| Quadratklafter | = |                      | = 0.003,597 m²                                                                                              |
| Mittmel        | = | 0.225 Quadratklafter | = ~ 809,200 m²                                                                                              |
| Joch           | = | 1.600 Quadratklafter | = 5.754,642 m² (im 18. Jahrhundert als Niederösterreichisches Joch und später als Katastraljoch bezeichnet) |

## Raummaße
|             | flüssige Hohlmaße             |                                                                       |
| ----------- | ----------------------------- | --------------------------------------------------------------------- |
| Pfiff       | =                             | = 177,221 ml                                                          |
| Seidel      | = 2 Pfiff                     | = 354,443 ml                                                          |
| Maß         | = 4 Seidel = 0,0448 Kubikfuss | = 01,41777 l                                                          |
| Eimer       | = 40 Maß = 160 Seidel         | = 56,71080 l                                                          |
|             |                               |                                                                       |
|             | feste Hohlmaße                |                                                                       |
| Becher      | =                             | = 480,366 ml                                                          |
| Futtermaßel | = 2 Becher                    | = 960,732 ml                                                          |
| Massel      | = 4 Futtermassel              | = 03,842 926 l                                                        |
| Metzen      | = 16 Massel = 1,9471 Kubikfuß | = 61,486 820 l (im 18. Jahrhundert als Stockerauer Metzen bezeichnet) |
| Muth        | = 30 Metzen                   | = 1,844 605 m³                                                        |
| Klafter *   | = 1/2 Kubikklafter            | = 3,410 496 Raummeter                                                 |
* Holzmaß für 1/2 Klafter lange Scheite
Für den sechzehnten Teil des Metzen, dem Massel, gab es auch andere Begriffe wie Maßel oder Mühlmaßel.

## Gewichtsmaße

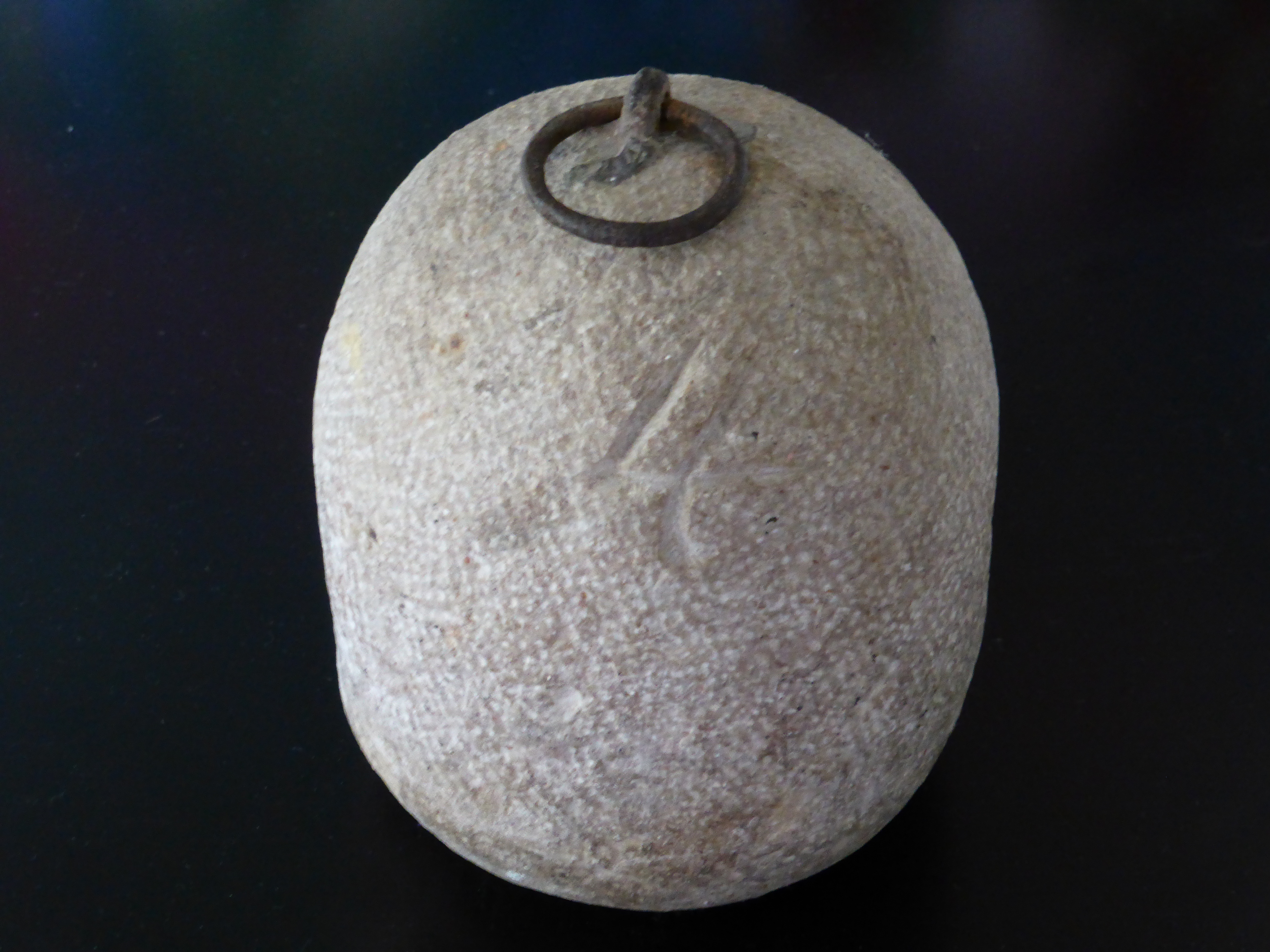
Salzburger 4 Pfund Reform-Gewicht (4 × 560,25 Gramm)

Im Mittelalter und der Frühen Neuzeit betrug das Wiener Pfund 561,288 g,
(nach einer anderen Quelle 561,336 g,)
d. h. zwei Wiener Mark. Im Jahre 1811 hatte schon Montgelas in Bayern das bis dahin auch dort gültige Wiener Pfund auf 560,000 g abgerundet. Im Verlauf des 19. Jahrhunderts vollzog dieses auch Wien in den Handelsgewichten nach. Dies sollte die leichtere Umstellung auf das metrische Kilogramm vorbereiten. Es muss also zwischen einem alten historischen Wert und einem etwa 0,25 Prozent niedrigeren Reformwert unterschieden werden.
| Gewichtseinheit | Gewichtseinheit | Gewichtseinheit |           | = alter Wert[6] | = alter Wert[6] | = Reformwert | = Reformwert |
| Quentchen       | =               |                 |           | =               | 4,385 0625 g    | =            | 004,375 g    |
| Lot             | =               | 4               | Quentchen | =               | 17,540 2500 g   | =            | 017,500 g    |
| Pfund           | =               | 32              | Loth      | =               | 561,2880 g      | =            | 560 g        |
| Zentner         | =               | 100             | Pfund     | =               | 56,1288 kg      | =            | 0056 kg      |
| Saum            | =               | 2¼              | Zentner   | =               | 126,2898 kg     | =            | 0126 kg      |
| Schiffstonne    | =               | 20              | Zentner   | =               | 1122,5760 kg    | =            | 1122 kg      |
| Meterzentner    | =               |                 |           |                 |                 | =            | 0100 kg      |